# Muž se železnou maskou (film, 1998)
Muž se železnou maskou je film s Leonardem DiCapriem v hlavní dvojroli na fiktivní historický námět. Film je adaptací stejnojmenného filmu z roku 1977. Je to filmové zpracování třetího dílu románu Vikomt de Bragelonne Alexandra Dumase.

## Děj
Ve Francii vládne mladý král Ludvík XIV. Je to arogantní a cynický muž, kterého zajímají pouze krásné ženy a dvorní slavnosti. Nezáleží mu na tom, že v Paříži trpí lidé hlady a chtějí proti povstat. Když se mu to jeho ministři odváží říct, nařídí, aby lidem rozdali staré zásoby jídla ze skladů, které jsou shnilé a tím pádem se nedají jíst.
Nad královým životem bdí kapitán mušketýrů věrný d'Artagnan. Někdy se u dvora též zdržují d'Artagnanovi staří přátelé Porthos a Aramis. Aramis je nejvyšším představeným jezuitů a Porthos se věnuje všem zábavám a radostem, které Paříž nabízí. Pouze Athos žije na svém venkovském sídle se svým jediným synem Raulem. Raul se po vzoru svého otce rozhodne stát mušketýrem, a proto přijíždí oba do Paříže. S sebou má Raul ještě někoho. Svou snoubenku, krásnou Christine.
Král Ludvík však Christine uvidí a rozhodne se ji získat. Ta však nechce zradit Raula. Ludvík proto posílá Raula do boje proti Holanďanům s příkazem, aby se postavil do ohniska největšího boje. Raul padne a Christine se stane královou milenkou. Udělá to, protože její matka i sestra trpí nouzí a jsou nemocné a král jí slíbí, že se o ně postará a pošle k nim své nejlepší lékaře. Pak jí ale přijde zpráva o Raulově smrti a jeho dopis na rozloučenou. Trápí ji výčitky svědomí a oběsí se. Král nepociťuje nějaký velký zármutek. Jiné je to s otcem Raula Athosem. Ten se chce Ludvíkovi XIV. pomstít. K němu se přidá i Aramis, protože už má jistý plán a Porthos, protože se nudí a chce si konečně jednou zase pořádně zašermovat. Pouze d'Artagnan návrhy na spiknutí odmítne. Chce zachovat věrnost svému králi. Mimo jiné je totiž milencem královny – matky Anny Rakouské.
Aramisův plán je zcela jednoduchý. Jen velmi málo zasvěcených zná skutečné okolnosti králova narození. Nejdříve se narodil Ludvík, ale měl ještě mladšího bratra. Dvojče. Král Ludvík XIII. se obával občanské války, která by mohla jednou vzniknout, a proto nechá mladšího syna, který se jmenuje Filip, odvést na venkov a pečlivě ho střežit. Královně řekl, že její druhé dítě se narodilo mrtvé. Filip žije pokojně na venkově, ale je svému bratru velice podobný. Když se tedy Ludvík stane králem, pošle Aramise za Filipem a nařídí mu, aby mu zamkl obličej do železné masky, aby ho nikdo nemohl poznat a zavřít do vězení. Aramis to udělá.
Děj pokračuje o šest let později. Aramis vidí, že Ludvík se na krále nehodí, a proto ho chce vyměnit za Filipa. Převlékne se za kněze a pod záminkou, že jede vězně vyzpovídat, připluje na loďce do Filipova vězení. Přiveze tam tajně pod kutnou mrtvého muže se železnou maskou na obličeje a vymění ho za Filipa, které pod kutnou propašuje zpět do loďky k přátelům. Strážcům namluví, že vězeň při zpovědi zemřel. Strážci se obávají moru, a proto mu ani v nejmenším nebrání v odchodu. Athos dostane za úkol Filipa naučit všemu, co potřebuje znát král. Jenomže je tu malý problém. Ludvík je arogantní, pyšní, cynický a lhostejný. Filip ne. Ten se zajímá o všechno kolem sebe, je přátelský a milý. Musí se naučit bratrovu chování. Oba bratři mají být vyměněni při královském maškarním plese. Jenomže všichni zapomněli na d'Artagnana, který nemá ani tušení o tom, že jeho král má dvojče.
Do plánu je zasvěcena i matka Ludvíka a Filipa královna – matka, protože Aramis je jejím zpovědníkem.
Na maškarním plese král Ludvík tančí, ale najednou několikrát zahlédne mezi tančícími železnou masku. Stejnou, jakou kdysi nechal nasadit svému bratrovi… Zavře se o samotě ve své ložnici. Na to čeká Athos, Porthos, Aramis a Filip. Tajným vchodem vstoupí do královi ložnice, svážou Ludvíka a vymění mu s Filipem šaty. Potom tajnou chodbou opět odejdou. Filip, teď už jako král Ludvík, odchází zpět do tanečního sálu. Jenomže jeho chování se výrazně liší od pravého Ludvíka a d'Artagnanovi je to podezřelé. Nechá obklíčit všechny vchody do Louvru a Filipa vyláká pod záminkou s sebou. Aramis, Athos a Porthos se zrovna pokoušejí odplout do Seině s pravým Ludvíkem. D'Artagnan jim to však znemožní, a tak odplují sami. Filip zůstane zcela v moci Ludvíka. Královna – matka i d'Artagnan se ho sice zastávají, ale král je nemilosrdný. Nechá Filipa vsadit zpět do železné masky a uvěznit do jedné z podzemních kobek Bastily.
D'Artagnan se však rozhodne změnit strany. Je mu líto Filipa. Pošle svým třem přátelům vzkaz, že o půlnoci na deset minut zdrží stráže.
Athos, Porthos a Aramis obelstí strážce a vniknou do Bastily. Vysvobodí Filipa z jeho cely, ale nepodaří se jim včas utéct. Král Ludvík je se svými lidmi obklíčí. Nakonec zůstanou i s d'Artagnanem obklíčení bez naděje na nějakou záchranu. Král Ludvík sice nabízí d'Artagnanovi milost a jeho přátelům rychlou smrt, když se vzdají, ale d'Artagnan to odmítne. Přizná šokující pravdu, kterou mu ten den sdělila královna – matka. Filip a Ludvík jsou jeho děti… Čtyři mušketýři a Filip se odvážně vrhnou proti mnohonásobné přesile. Jako zázrakem zůstanou nezraněni, i když Ludvík přikáže střílet. Ludvík však dýkou zabije d'Artagnana, který tělem chrání Filipa. Tím však ztratí své mušketýry, kteří za něj odmítnou bojovat. Filipovi sundají masku a učiní ho králem pod jménem Ludvík XIV. Athos, Porthos a Aramis jsou jeho rádci.
Opravdovému Ludvíkovi je nasazena maska. Je odvezen na venkov a údajně dostal milost a odešel do jiné země. D'Artagnan byl se slávou pohřben a Ludvík XIV. se stal nejlepším a nejslavnějším králem francouzské historie. Zařídil, aby v jeho zemi lidé už netrpěli hladem a za jeho vlády Francie jenom vzkvétala.

### Závěrečné slovo filmu
Vězeň v železné masce nebyl nikdy nalezen. Žalářníci si mezi sebou šeptali, že se mu dostalo královské milosti a byl odvezen na venkov, kde v poklidu žil navštěvován často královnou. Král, známý jako Ludvík XIV. zajistil svému lidu jídlo, blahobyt a mír. A je považován za nejlepšího panovníka v dějinách Francie.

## Obsazení
| Leonardo DiCaprio | Ludvík XIV. / Filip Bourbonský (Muž se železnou maskou) |
| Jeremy Irons      | Aramis                                                  |
| John Malkovich    | Athos                                                   |
| Gérard Depardieu  | Porthos                                                 |
| Gabriel Byrne     | d'Artagnan                                              |
| Anne Parillaud    | Anna Rakouská                                           |
| Judith Godrèche   | Christine Bellefort                                     |
| Peter Sarsgaard   | Raoul, syn Athosův                                      |
| Edward Atterton   | André                                                   |